# Iris Chateaubriand
Iris Chateaubriand (イリス・シャトーブリアン?, Irisu Shatōburian) è un personaggio della serie di anime e videogiochi Sakura Wars, ideata da Ōji Hiroi. Il character design del personaggio è di Kōsuke Fujishima. Iris è doppiata in originale da Kumiko Nishihara.
Iris è uno dei membri della Flower Division, un immaginario corpo speciale dell'esercito giapponese di inizio secolo, specializzato nel combattere le forze del male ed i demoni, attraverso l'utilizzo della propria energia psichica, oltre ad esserne il più giovane.

## Biografia del personaggio
Iris, il cui vero nome è Aeris, è nata nella provincia di Champagne, in Francia, ed è l'unica figlia della contessa Marguerite e del conte Robert Chateaubriand di Champagne. A causa della sua incredibile potenza psichica, Iris è stata isolata dal resto del mondo per la maggior parte della sua giovane vita, fino a quando non incontrò Ayame, che convinse i suoi genitori ad acconsentire che la ragazzina si unisse alla Flower Division, dove avrebbe conosciuto ragazze dotate dei suoi stessi poteri.
In qualità di membro della Flower Division, Iris è sempre stata un importante elemento per le rappresentazioni teatrali del gruppo. Iris è un'attrice di grande talento, ma trova fortemente irritante, ogni volta che qualcuno fa riferimento alla sua natura infantile, indipendentemente dal fatto che lei porta costantemente con sé il suo amato orsacchiotto Jean-Paul. Iris è sempre desiderosa di aiutare gli altri, ed è molto acuta quando si tratta di intuire i sentimenti altrui. Inoltre è particolarmente affezionata a Ōgami, e spesso si riferisce a lui chiamandolo oniichan ("fratellone").
Durante le battaglie, Iris dimostra una straordinaria abilità nel combattere le forze del male. I contributi della ragazza in battaglia si dimostreranno sempre fondamentali, sia che si tratti di telecinesi, di teletrasporto o semplicemente di spazzare via il nemico con la propria energia. Soprattutto le tecniche di teletrasporto del suo koubu si dimostreranno particolarmente efficaci, in quanto in grado di confondere il nemico. Rispetto al videogioco, Iris nell'anime entrerà in battaglia soltanto a serie inoltrata.